# 4842 Atsushi
4842 Atsushi è un asteroide della fascia principale. Scoperto nel 1989, presenta un'orbita caratterizzata da un semiasse maggiore pari a 2,2509685 au e da un'eccentricità di 0,1567145, inclinata di 2,46857° rispetto all'eclittica.
L'asteroide è dedicato all'astronomo amatoriale giapponese Atsushi Takahashi.